# أمان الله خان (كوميدي)
أمان الله خان (1950 - 2020)، هو ممثل كوميدي مسرحي تلفزيوني باكستاني يعتبر واحد من أفضل الكوميديين في باكستان أثر على العديد من الفنانين. يتمتع خان بسجل عالمي في المسرحيات الليلية التي تمتد على 860 يومًا.
توفي أمان الله خان في 6 مارس 2020 في مدينة لاهور بسبب أمراض الرئة واضطرابات الكلى.

## روابط خارجية
- أمان الله خان على موقع IMDb (الإنجليزية)